# Jealousy (Pet Shop Boys)
Jealousy is een nummer van het Britse synthpopduo Pet Shop Boys uit 1991. Het is de vierde en laatste single van hun vierde studioalbum Behaviour.

## Achtergrondinformatie
"Jealousy" is geschreven vanuit het perspectief van een jaloerse man die de hele nacht gekweld wakker blijft, terwijl hij zich afvraagt waar zijn geliefde is en waarom hij daardoor genegeerd wordt. De Pet Shop Boys componeerden het nummer al in 1982. Het was het eerste nummer dat ze samen schreven. Chris Lowe schreef de muziek op de piano van zijn ouders, terwijl Neil Tennant de tekst schreef.. Ze benaderden de legendarische filmcomponist Ennio Morricone om het orkestrale arrangement voor het nummer te verzorgen. Het duo moest lang wachten op een respons van Morricone, waardoor ze de plaat op drie albums weglieten. Het antwoord van Morricone kwam echter nooit en Harold Faltermeyer maakte uiteindelijk het arrangement voor de release van het nummer, waardoor het verscheen op het album "Behaviour".
Het nummer werd een bescheiden hit in een aantal Europese landen. Zo bereikte het de 12e positie in het Verenigd Koninkrijk. In het Nederlandse taalgebied werden de hitlijsten niet gehaald.